# Dignitatis humanae
Dignitatis humanae, på svenska Om människans värdighet eller Om religionsfriheten, är den Romersk-katolska kyrkans deklaration om religionsfrihet, antagen av Andra Vatikankonciliet den 7 december 1965. 
Dignitatis Humanae slår fast att religionsfrihet är en grundläggande mänsklig rättighet. Tillsammans med konciliedokumentet Gaudium et spes, som erkände det civila samhällets självständighet från kyrkan, visar Dignitatis Humanae hur den katolska kyrkan definitivt givit upp om en katolsk stat. Dokumentet visar på en övergång till principen om mänskliga rättigheter och individens frihet och värdighet som utgångspunkt. Dignitatis Humanae utgår från individens plikt att i frihet söka efter sanningen, och erkänner att kyrkan tidigare inte alltid följt dessa principer.
I och med Dignitatis humanae tog Katolska kyrkan avstånd från att fungera som statsreligion. Dokumentet är det enda från Andra Vatikankonciliet som gör anspråk på dogmutveckling.
Dokumentet ger också riktlinjer för hur kyrkan ska förhålla sig till de världsliga staterna, såväl religiöst pluralistiska som de mera entydigt katolska. 